# Jack Dupon
Jack Dupon es un grupo de rock y rock progresivo. Su estilo musical es clasificado como RIO/Avant-Prog o Rock in Opposition según el sitio-ProgArchives.com.
La música de la banda es creada en un modo "Científico-empírico", basado en temas, usando contramelodias y polirritmias realizadas o grabadas por uno o más de los músicos, y con total improvisaciones durante los shows en vivo o grabados y re-trabajados en el estudio.
El grupo posee influencias de Frank Zappa

, King Crimson y Gong.
En vivo Jack Dupon es un personaje de ficción, un viaje de ida y vuelta a través del tiempo para ayudar a mejor al mundo.

## Historia
La banda, formada en 2004 en la región de Auvergne, Francia, está compuesta por Thomas Larsen (batería y voces), Arnaud M'Doihoma (bajo y voces), Gregori Pozzoli (guitarra y voces) y Philip Prebet (guitarras y voces). Ganadores de varios concursos de rock, incluyendo el prestigioso Bilborock Festival en 2007 de Villa Bilbao. España.
Ellos grabaron su primer disco El Africano Desaparecido [L'African Disparu] hecho por ellos mismo en 2006 y firmado con Musea, en el cual realizaron su segundo álbum La Escala del Deseo [L’Echelle Du Desir] en el año 2008, el tercer trabajo de la banda Demonio Negrito [Demon Hardi] fue realizado en 2011 en las discográficas [Musea]] /Transit Music Group [TMG]. El grupo ha viajado extensamente nacional y internacionalmente, incluyendo un tour en los Estados Unidos organizado por Transit Music Group en 2010, con varios conciertos, incluyendo el Festival ProgDay en Chapel Hill en el Norte de California y Orion Sound Studio en Baltimore, Maryland y actuaciones en Boston, MA y New York City, Nueva York, y otras más.

## Discografía

### Álbumes de estudio
- L'Africain disparu (2006)
- L'Échelle du désir (2008)
- Démon Hardi (2011)
- Jesus L'Aventurier (2013)

## Vídeos
- 2006: La Secte des Mouches - music video
- 2007: Bilborock - concert filmed in Bilbao
- 2008: Live TV Show on Clermont Premiere TV[11]
- 2008: Pig Monster - clip
- 2009: Coopérative de Mai - live concert
- 2010: La Cousine du Grand Mongol - music video
- 2011: Baron Samedi - music video (ver video)